# Codon
Un codon est une séquence de trois nucléotides sur un acide ribonucléique messager (ARNm) spécifiant l'un des vingt-deux acides aminés protéinogènes dont la succession sur l'ARN messager détermine la structure primaire de la protéine à synthétiser. Les ARN messagers étant constitués d'une succession de plusieurs dizaines à plusieurs centaines de nucléotides, ce sont également plusieurs dizaines à plusieurs centaines d'acides aminés qui peuvent être ainsi assemblés linéairement pour former des chaînes protéiques. Quatre bases nucléiques déterminent la séquence d'un ARN messager – adénine, uracile, guanine, et cytosine – de sorte qu'il existe 43 = 64 codons différents, codant 22 acides aminés (20 naturels et 2 rares) et l'arrêt de la synthèse (codons STOP).

## Types de codons
Chacun des codons possibles peut synthétiser l'un des vingt acides aminés naturels – augmentés de deux acides aminés plus rares, la pyrrolysine et la sélénocystéine, dont l'adjonction nécessite une séquence nucléotidique d'insertion particulière. Plusieurs codons peuvent désigner le même acide aminé, on parle alors de codons synonymes.
Les codons UAG, UGA et UAA ne désignent en général aucun acide aminé ; ce sont les codons STOP ou codons non-sens (exceptionnellement, le codon UGA code parfois une sélénocystéine, indispensable à la fonction des sélénoprotéines ; et il code le tryptophane chez les mitochondries des opisthocontes, dont font partie animaux et champignons). Quand un ribosome atteint un codon-stop sur l'ARN messager,  lors du processus complexe de biosynthèse des protéines, il s'arrête, libère la protéine terminée et se détache de l'ARN messager.
On distingue aussi le codon d'initiation, ou codon de démarrage, qui signale le début du cadre de lecture ouvert : AUG (méthionine). Chez les procaryotes, parfois ce codon est GUG ou encore UUG (par exemple, chez E. coli, 77 % des séquences codantes commencent par AUG, 14 % par GUG et 8 % par UUG). En règle générale, toute protéine commencera par une méthionine, quel que soit le codon d'initiation utilisé (ou une N-formyl-méthionine dans le cas des bactéries).

## Traduction des codons
La table ci-dessous donne la traduction des codons en acides aminés dans le code génétique standard ; les codages alternatifs sont indiqués en petits caractères après une barre oblique :
| 1re base | 2e base | 2e base            | 2e base | 2e base | 2e base | 2e base            | 2e base | 2e base                    | 3e base |
| 1re base | U       | U                  | C       | C       | A       | A                  | G       | G                          | 3e base |
| -------- | ------- | ------------------ | ------- | ------- | ------- | ------------------ | ------- | -------------------------- | ------- |
| U        | UUU     | F Phe              | UCU     | S Ser   | UAU     | Y Tyr              | UGU     | C Cys                      | U       |
| U        | UUC     | F Phe              | UCC     | S Ser   | UAC     | Y Tyr              | UGC     | C Cys                      | C       |
| U        | UUA     | L Leu              | UCA     | S Ser   | UAA     | Stop ocre          | UGA     | Stop opale / U Sec / W Trp | A       |
| U        | UUG     | L Leu / initiation | UCG     | S Ser   | UAG     | Stop ambre / O Pyl | UGG     | W Trp                      | G       |
| C        | CUU     | L Leu              | CCU     | P Pro   | CAU     | H His              | CGU     | R Arg                      | U       |
| C        | CUC     | L Leu              | CCC     | P Pro   | CAC     | H His              | CGC     | R Arg                      | C       |
| C        | CUA     | L Leu              | CCA     | P Pro   | CAA     | Q Gln              | CGA     | R Arg                      | A       |
| C        | CUG     | L Leu / initiation | CCG     | P Pro   | CAG     | Q Gln              | CGG     | R Arg                      | G       |
| A        | AUU     | I Ile              | ACU     | T Thr   | AAU     | N Asn              | AGU     | S Ser                      | U       |
| A        | AUC     | I Ile              | ACC     | T Thr   | AAC     | N Asn              | AGC     | S Ser                      | C       |
| A        | AUA     | I Ile              | ACA     | T Thr   | AAA     | K Lys              | AGA     | R Arg                      | A       |
| A        | AUG     | M Met & initiation | ACG     | T Thr   | AAG     | K Lys              | AGG     | R Arg                      | G       |
| G        | GUU     | V Val              | GCU     | A Ala   | GAU     | D Asp              | GGU     | G Gly                      | U       |
| G        | GUC     | V Val              | GCC     | A Ala   | GAC     | D Asp              | GGC     | G Gly                      | C       |
| G        | GUA     | V Val              | GCA     | A Ala   | GAA     | E Glu              | GGA     | G Gly                      | A       |
| G        | GUG     | V Val              | GCG     | A Ala   | GAG     | E Glu              | GGG     | G Gly                      | G       |

| - Acide aminé apolaire - Acide aminé polaire - Acide aminé acide - Acide aminé basique - Terminaison |

## Historique
Le terme « codon » a été inventé par le biologiste sud-africain Sydney Brenner en 1960. C'est lui qui, avec Francis Crick a démontré que le code génétique fonctionnait par triplets non-recouvrants, avant même que celui-ci ne soit déchiffré, grâce à une approche génétique extrêmement astucieuse. Le terme « codon » a ensuite été popularisé par ce même Francis Crick au début des années 1960.
C'est le biochimiste américain Marshall Nirenberg qui a déchiffré le code génétique et identifié la traduction en acide aminé de chacun des codons dans la première moitié des années 1960. Ce travail s'appuya sur son expérience princeps où il montra que l'acide poly-uridylique (ARN formé uniquement de U), permet de synthétiser du poly-phénylalanine, établissant ainsi la correspondance entre le codon UUU et la phénylalanine. Nirenberg fut récompensé par le prix Nobel en 1968 pour cette découverte.